# Partage de compte
Pour les articles homonymes, voir Partage.

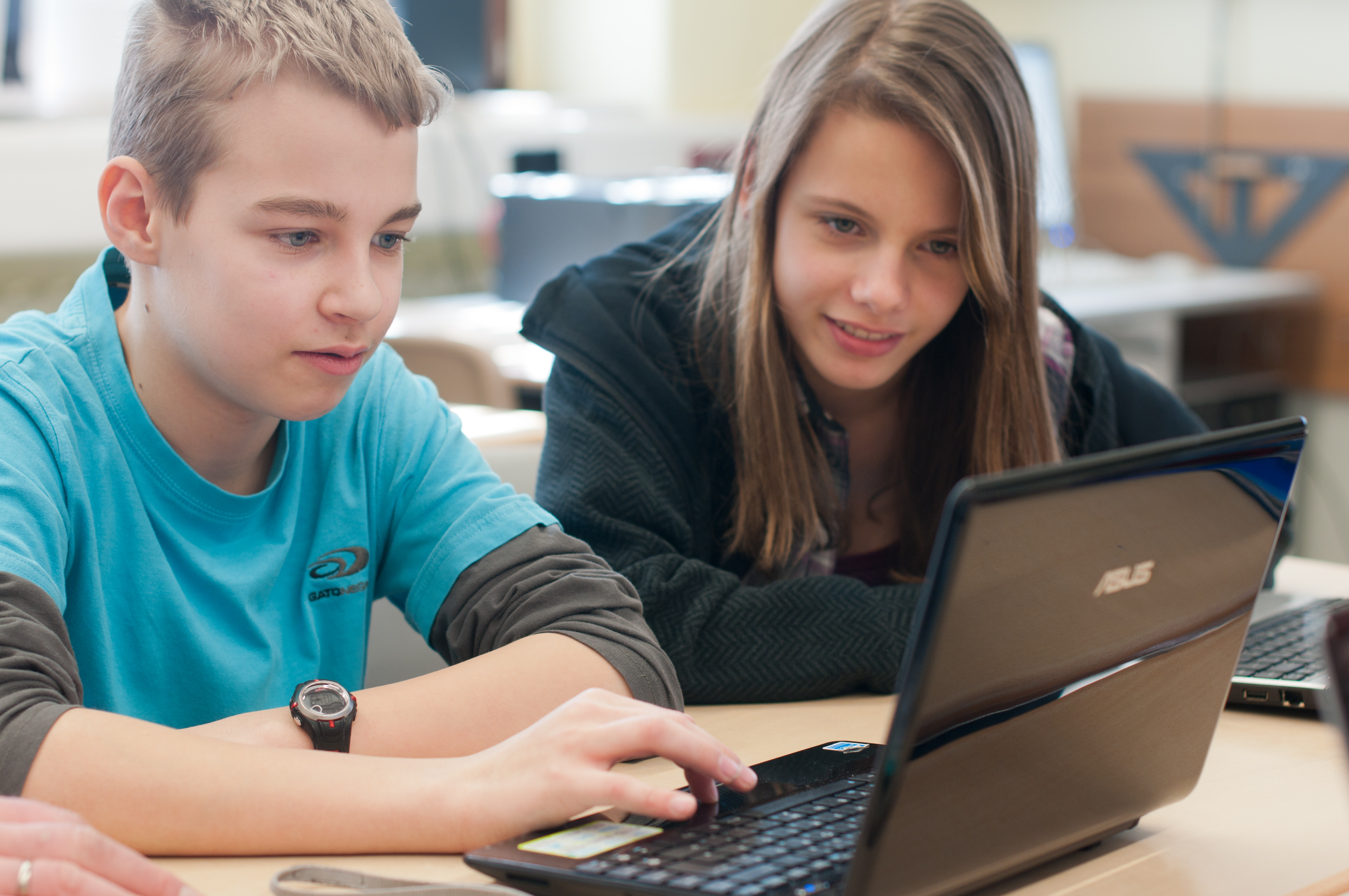
Deux enfants utilisant un même ordinateur.

Le partage d'un même compte par plusieurs personnes sur un site web est une situation qui se présente régulièrement du fait des dynamiques familiales, amicales ou autres. Elle peut poser des problèmes tant interactionnels que juridiques, étant souvent en infraction avec les dispositions contractuelles du prestataire de services.
Découragé par les entreprises qui proposent des services en ligne destinés aux seuls personnes individuelles, le partage de compte peut néanmoins être encouragé dans le cadre de certains programmes promotionnels, par exemple lorsque sont proposées des offres groupées pour les membres d'une même famille, d'un même foyer ou d'une même entreprise cliente.
Les comptes partagés sont un enjeu en matière de sécurité informatique.